# Tangram
Tangram (auch Siebenbrett oder Siebenschlau bzw. chinesisch 七巧板, Pinyin qī qiǎo bǎn)  ist ein altes chinesisches Legespiel, das vermutlich zwischen dem 8. und 4. Jahrhundert v. Chr. entstand. Der westliche Name des Geduldsspiels scheint ein Kunstwort zu sein, das möglicherweise Anklang an die chinesische Tang-Dynastie hat.

## Geschichte
Nachdem Anfang des 19. Jahrhunderts in China die ersten Vorlagenbücher gedruckt wurden, fand das Spiel Tangram um 1813 herum auch in Europa und Amerika Verbreitung. In den deutschsprachigen Ländern bediente die damals berühmte Fabrik F. Ad. Richter und Cie., k.u.k. Hoflieferanten Rudolstadt, Nürnberg, Wien, Olten, Rotterdam, New York die Klientel mit einer Taschenausgabe zum Preis von 20 Pfennigen. Diese erschien in mehreren Auflagen unter dem Titel Kopfzerbrecher. Der Erfolg befleißigte den Herausgeber zu weiteren Spielen ähnlicher Art, die dann unter Quälgeist und Kreuzzerbrecher erschienen. Der dänische Lehrer Sophus Tromholt brachte 1892 weitere, sich an das Tangram anlehnende mathematische Legespiele heraus, die unter den Namen Nussknacker und Yum Yum bekannt wurden.
Eine Renaissance erlebte das Spiel Mitte der 1970er Jahre, als der DuMont-Verlag 1976 ein kombiniertes Buch-Spiel als Taschenbuchausgabe zweisprachig deutsch/holländisch herausbrachte, in dem etwa 1600 Vorlagen gelistet sind.

## Spielmaterial

Tangram-Männchen

Das Spiel besteht aus sieben Plättchen in einfachen geometrischen Formen.
Die Plättchen entstehen durch das „Zerschneiden“ eines Quadrates in zwei große Dreiecke, ein mittelgroßes Dreieck, zwei kleine Dreiecke, ein Quadrat und ein Parallelogramm.
Aus diesen Plättchen können zahllose Formen gelegt werden, die dann schattenrissartig Tiere, Schiffe oder andere Gestalten zeigen.
Üblicherweise müssen dazu alle Teile verwendet werden, wobei sie nicht übereinandergelegt werden dürfen.

## Varianten
Es existieren Variationen, etwa das Magische Ei (bzw. Ei des Columbus / Wunderei) und das Herzrätsel, denen andere Grundformen zugrunde liegen. Auch in Kreisform und als Rechteck sind bis heute zahlreiche weitere Varianten erschienen.

## Trivia
Das Logo des Deutschen Spielepreis basiert auf Tangram.